# (103) Hera
(103) Hera ist ein Asteroid des mittleren Hauptgürtels, der am 7. September 1868 vom US-amerikanischen Astronomen James Craig Watson am Detroit Observatory in Ann Arbor entdeckt wurde.
Der Asteroid wurde benannt nach der griechischen Göttin Hera, Tochter von Kronos und Rhea, Schwester und zugleich Ehefrau von Zeus und Mutter von Ares, Hephaistos, Hebe und Eileithyia. Hera ist die griechische Entsprechung für die römische Juno.

## Wissenschaftliche Auswertung
Mit Daten radiometrischer Beobachtungen im Infraroten von 1974 am Cerro Tololo Inter-American Observatory in Chile wurden für (103) Hera erstmals Werte für den Durchmesser und die Albedo von 96 km bzw. 0,12 bestimmt. Aus Ergebnissen der IRAS Minor Planet Survey (IMPS) wurden 1992 Angaben zu Durchmesser und Albedo für zahlreiche Asteroiden abgeleitet, darunter auch (103) Hera, für die damals Werte von 91,2 km bzw. 0,18 erhalten wurden. Mit dem Satelliten Midcourse Space Experiment (MSX) wurden 1996 bis 1997 im Rahmen der Infrared Minor Planet Survey (MIMPS) Daten erhalten, aus denen Werte von 88,5 km bzw. 0,20 bestimmt wurden. Eine Auswertung von Beobachtungen durch das Projekt NEOWISE im nahen Infrarot führte 2011 zu vorläufigen Werten für den Durchmesser und die Albedo im sichtbaren Bereich von 84,7 km bzw. 0,21. Nachdem die Werte nach neuen Messungen mit NEOWISE 2012 auf 77,4 km bzw. 0,25 korrigiert worden waren, wurden sie 2014 auf 83,9 km bzw. 0,22 geändert.
Photometrische Beobachtungen von (103) Hera erfolgten erstmals vom 30. Mai bis 2. Juni 1978 am Table Mountain Observatory in Kalifornien. Aus den aufgezeichneten Messwerten aus vier Nächten konnte aber keine Periodizität abgeleitet werden. Auch bei einer erneuten Beobachtung über einen Zeitraum von 3 ½ Monaten vom 29. August bis 10. Dezember 1979 konnte nur eine Lichtkurve gewonnen werden, die etwa 75 % der Periode abdeckte. Aus ihr wurde zwar eine Rotationsperiode von 23,74 h bestimmt, allerdings wurde auch die Hälfte dieses Wertes in Erwägung gezogen. Bei Asteroiden mit Rotationsperioden von ungefähr einem ganzzahligen Erdtag kann an einem Observatorium oft nur eine unvollständige Lichtkurve aufgenommen werden, da in jeder Nacht immer wieder derselbe Abschnitt der Lichtkurve erfasst wird. Daher wurde in einer koordinierten Zusammenarbeit zwischen dem Organ Mesa Observatory in New Mexico und dem Hunters Hill Observatory in Australien vom 27. Juni bis 28. September 2010 eine detaillierte Lichtkurve über mehrere Perioden hinweg aufgezeichnet. Der daraus bestimmte Wert der Rotationsperiode von 23,740 h bestätigte die frühere Messung.
Die Auswertung von 29 vorliegenden Lichtkurven und zusätzlichen Daten der Lowell Photometric Database ermöglichte dann in einer Untersuchung von 2016 die Erstellung eines Gestaltmodells für den Asteroiden und die Angabe zweier alternativer Lösungen für die Position der Rotationsachse mit prograder Rotation und einer Periode von 23,7427 h. Aus Beobachtungsdaten der Jahre 1978 bis 2017 konnten in einer neuen Untersuchung von 2019 wieder Gestaltmodelle des Asteroiden für zwei alternative Positionen der Rotationsachse mit prograder Rotation und eine Periode von 23,7426 h hergeleitet werden.
Aus archivierten Daten des Asteroid Terrestrial-impact Last Alert System (ATLAS) aus dem Zeitraum 2015 bis 2018 konnte in einer Untersuchung von 2022 mit der Methode der konvexen Inversion eine Rotationsperiode von 23,744 h berechnet werden.